# Henrik Persson
Henrik Persson, född 26 juni 1976, är en svensk före detta fotbollsspelare (mittfältare) som åren 1996–2002 representerade Gais. 

## Biografi
Perssons moderklubb är Kållereds SK. Han kom 1996 till Gais, där han sin första säsong deltog i åtta träningsmatcher. Han var en snabb spelare med ett bra skott, och blev ordinarie i A-laget till säsongen 1997, då Gais hade degraderats till division II. Under sin första säsong gjorde han fem mål på 20 matcher. Säsongen 1998 var han med när Gais återigen gick upp i division I, och 1999 blev han kvalhjälte med mål i både hemma- och bortamatchen då Gais överraskande besegrade Kalmar FF i det allsvenska kvalet och tog en plats i Allsvenskan 2000. Persson hade dock problem med ryggen och kunde inte spela mer än åtta allsvenska matcher när Gais slutade näst sist och åkte ner i Superettan. Hans skadebekymmer gjorde att han missade hela säsongen 2001, och efter bara fem matcher säsongen 2002, då Gais återigen hade ramlat ner i division II, avslutade han karriären på grund av sin ryggskada.